# Darren Clarke
Pour les articles homonymes, voir Clarke.
Darren Clarke, né le 14 août 1968 à Dungannon, est un golfeur nord-irlandais.

## Biographie
En août 2006, il perd son épouse Heather Clarke en raison d'un cancer du sein. Le Gallois Ian Woosnam, capitaine de l'équipe européenne de la Ryder Cup 2006, le choisit, à la surprise de nombreux observateurs, parmi les deux wild-cards, la seconde étant attribuée à Lee Westwood.
Après avoir été chaleureusement accueilli lors de son premier départ par le public irlandais, Darren Clarke, évolue alors à son meilleur niveau, remportant les trois parties qu'il dispute, les deux 4 balles meilleure balle en compagnie de Lee Weeswood et le simple face à Zach Johnson, contribuant ainsi à la plus large victoire des européens en Ryder Cup.
Il remporte sa plus grande victoire, son premier tournoi en grand chelem, lors de l'Open britannique 2011.

## Palmarès

### Tournoi du grand chelem
| Année | Tournoi          | Score                | Écart   | Second(s)                     |
| ----- | ---------------- | -------------------- | ------- | ----------------------------- |
| 2011  | Open britannique | −5 (68–68–69–70=275) | 3 coups | Dustin Johnson Phil Mickelson |

### Ryder Cup
| Édition        | Résultat                   | Résultats individuels                                                                   |
| -------------- | -------------------------- | --------------------------------------------------------------------------------------- |
| Ryder Cup 1997 | Victoire 14 et ½ à 13 et ½ | Victoire Colin Montgomerie / Darren Clarke - Fred Couples / Davis Love III : 1 up       |
| Ryder Cup 1997 | Victoire 14 et ½ à 13 et ½ | Défaite Darren Clarke - Phil Mickelson : 2 et 1                                         |
| Ryder Cup 1999 | Défaite 14 et ½ à 13 et ½  | Défaite Jeff Maggert / Hal Sutton - Darren Clarke / Lee Westwood : 3 et 2               |
| Ryder Cup 1999 | Défaite 14 et ½ à 13 et ½  | Victoire David Duval / Tiger Woods - Darren Clarke / Lee Westwood : 1 Up                |
| Ryder Cup 1999 | Défaite 14 et ½ à 13 et ½  | Victoire Jim Furyk / Mark O'Meara - Darren Clarke / Lee Westwood : 3 et 2               |
| Ryder Cup 1999 | Défaite 14 et ½ à 13 et ½  | Défaite Phil Mickelson / Tom Lehman - Darren Clarke / Lee Westwood : 2 et 1             |
| Ryder Cup 1999 | Défaite 14 et ½ à 13 et ½  | Défaite Hal Sutton - Darren Clarke : 4 et 2                                             |
| Ryder Cup 2002 | Victoire 15 et ½ à 12 et ½ | Victoire D Clarke / Thomas Bjorn - Tiger Woods / Paul Azinger : 1 Up                    |
| Ryder Cup 2002 | Victoire 15 et ½ à 12 et ½ | Défaite D Clarke / T Bjorn - Hal Sutton / S Verplank : 2 et 1                           |
| Ryder Cup 2002 | Victoire 15 et ½ à 12 et ½ | Défaite D Clarke / T Bjorn - Tiger Woods / Davis Love III : 2 et 1                      |
| Ryder Cup 2002 | Victoire 15 et ½ à 12 et ½ | D Clarke / P McGinley - S Hoch / Jim Furyk : égalité                                    |
| Ryder Cup 2002 | Victoire 15 et ½ à 12 et ½ | D Clarke - D Duval : égalité                                                            |
| Ryder Cup 2004 | Victoire 18 et ½ à 9 et ½  | Victoire Davis Love III / Chad Campbell - Darren Clarke / Miguel Angel Jiménez : 5 et 4 |
| Ryder Cup 2004 | Victoire 18 et ½ à 9 et ½  | Victoire Phil Mickelson / Tiger Woods - Darren Clarke / Lee Westwood : 1 Up             |
| Ryder Cup 2004 | Victoire 18 et ½ à 9 et ½  | Défaite Chris Riley / Tiger Woods - Darren Clarke / Ian Poulter : 4 et 3                |
| Ryder Cup 2004 | Victoire 18 et ½ à 9 et ½  | Victoire Jay Haas / Chris DiMarco - Darren Clarke / Lee Westwood : 5 et 4               |
| Ryder Cup 2004 | Victoire 18 et ½ à 9 et ½  | Davis Love III - Darren Clarke : égalité                                                |
| Ryder Cup 2006 | Victoire 18 et ½ à 9 et ½  | Victoire Darren Clarke / Lee Westwood - Phil Mickelson / Chris DiMarco : 1 up           |
| Ryder Cup 2006 | Victoire 18 et ½ à 9 et ½  | Victoire Darren Clarke / Lee Westwood - Tiger Woods / Jim Furyk : 3 et 2                |
| Ryder Cup 2006 | Victoire 18 et ½ à 9 et ½  | Victoire Darren Clarke - Zach Johnson : 3 et 2                                          |
| Total          | 4 victoires, 1 défaites    | 10 victoires, 7 défaites, 3 nuls.                                                       |

### Circuit Européen
| Année | Tournoi                            |
| ----- | ---------------------------------- |
| 1993  | Alfred Dunhill Open                |
| 1996  | Linde German Masters               |
| 1998  | Benson & Hedges International Open |
| 1998  | Volvo Masters                      |
| 1999  | Compass Group English Open         |
| 2000  | Championnat du monde de match-play |
| 2000  | Compass Group English Open         |
| 2001  | Open d'Europe                      |
| 2002  | Compass Group English Open         |
| 2003  | NEC Invitational                   |
| 2008  | BMW Asian Open                     |
| 2008  | KLM Open                           |
| 2011  | Iberdrola Open                     |
| 2011  | Open britannique                   |

- 2e à l'ordre du mérite européen en 1998, 2000 et 2003

### PGA Tour
- 2000 Championnat du monde de match-play
- 2003 WGC-NEC Invitational

### Autres victoires
- 2001 Chunichi Crowns

## Distinctions personnelles
- 2e à l'Ordre du Mérite européen en 1998, 2000 et 2003